# درویش کرکوت
درویش کورکوت (انگلیسی: Derviš Korkut؛ ۵ مه ۱۸۸۸ – ۲۸ اوت ۱۹۶۹) کتابدار، معلم، انسان‌گرا و شرق‌شناس بوسنیایی بود. او برادر بیسیم کورکوت مترجم مشهور بوسنیایی قرآن است.
از درویش کورکوت به عنوان متصدی موزه ملی بوسنی و هرزگوین یاد می‌شود که هاگادا سارایوو را در طول جنگ جهانی دوم از دست ارتش نازی نجات داد، او با آوردن میرا پاپو یک دختر یهودی و پروش او در میان خانواده خیش و پنهان کردن هویت واقعی او توانست وی را نجات دهد. پس از نپیوستن به سازمان فاشیست در طول جنگ به چندین سال زندان محکوم شد. پس از گذراندن شش سال از هشت سال در زندان زنیجا آزاد شد، اما حقوق مدنی او هرگز به وی پس داده نشد. پس از آزادی تا پایان عمر به عنوان متصدی موزه شهر سارایوو مشغول به کار شد. او در ۲۸ اوت ۱۹۶۹ درگذشت. 

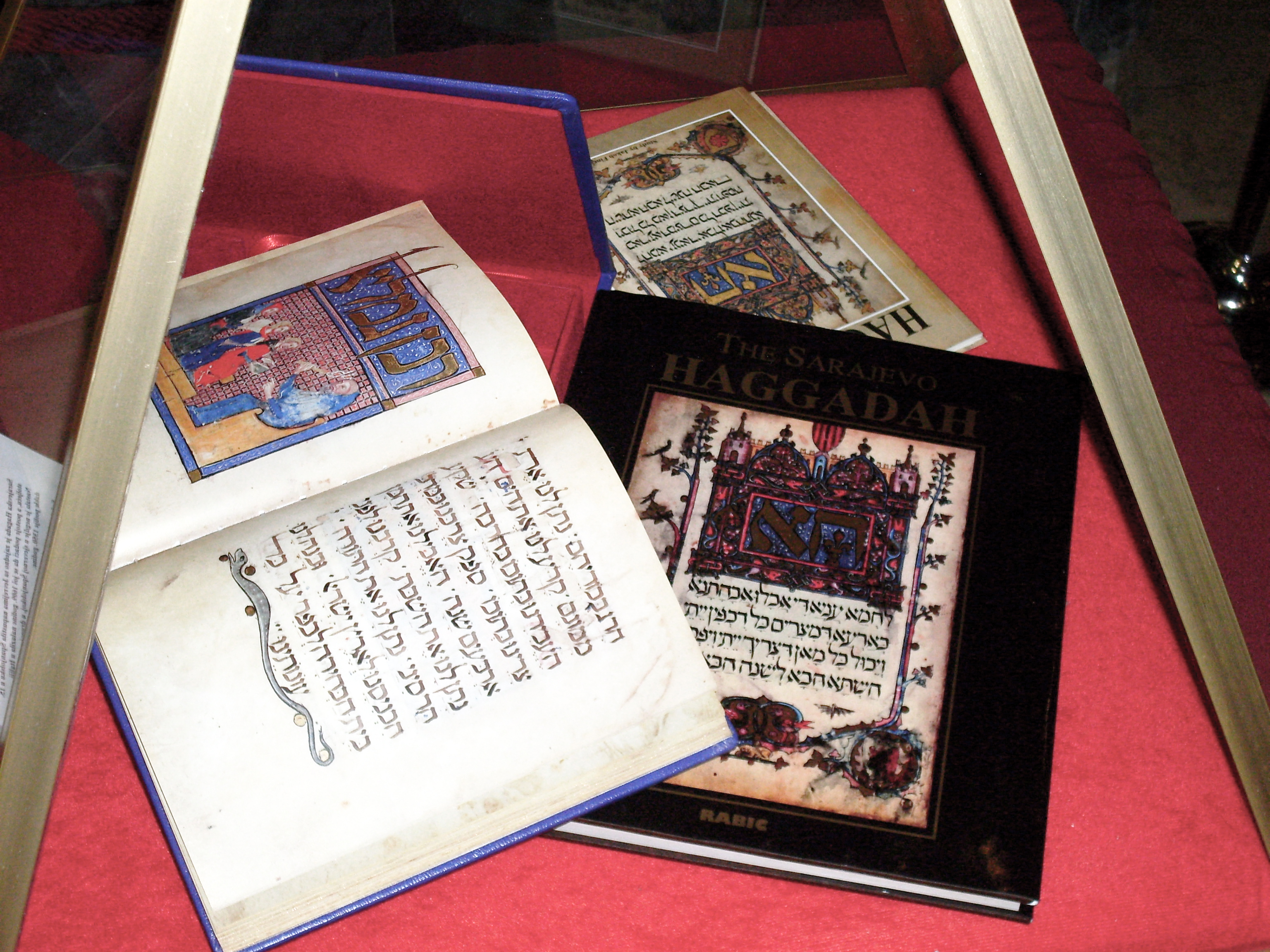
هاگادا سارایوو

## زندگی‌نامه
کورکوت در ۵ مه ۱۸۸۸ در تراونیک از پدری به نا احمد منیب کورکوت و مادرش شهیدا (با نام خانوادگی Biščević) به دنیا آمد. او از یک خانواده مشهور علما بود که در قرن شانزدهم از ترکیه به بوسنی نقل مکان کردند. چهار برادر و پنج خواهر داشت. او در سال ۱۹۰۹ از دبیرستان سارایوو فارغ‌التحصیل شد و پس از آن برای ادامه تحصیل به استانبول و دانشگاه سوربن رفت. او به زبان‌های ترکی، عربی، فرانسوی و آلمانی صحبت می‌کرد.
کورکوت در سال ۱۹۱۴ از کالج الهیات استانبول فارغ‌التحصیل شد. اگرچه او به عنوان کشیش از کار اخراج شد، اما در ژوئیه ۱۹۱۷ به عنوان یک امام جماعت نظامی با درجه کاپیتان کلاس دوم در ارتش اتریش-مجارستان مشغول به خدمت شد.
از ژوئیه ۱۹۱۶ تا ژانویه ۱۹۲۱، کورکوت به عنوان معلم مذهبی در مدرسه تربیت معلم مردان در خارجنتا کار کرد و پس از آن مدتی بخشدار اقتصادی مدرسه ناحیه سارایوو بود. او از سال ۱۹۲۱ تا ۱۹۲۳ به عنوان رئیس بخش مسلمانان وزارت ادیان در بلگراد کار کرد، تا زمانیکه به دلیل فشار اعضای حزب رادیکال خلق مجبور به استعفا شد.
از سپتامبر ۱۹۲۳ تا اکتبر ۱۹۲۵ او دبیر سازمان خلق مسلمان یوگسلاوی بود که در اطراف ابراهیم ماگلایلیچ جمع شده بود. از سال ۱۹۲۷ تا زمان انتصاب به مفتی تراونیک در سپتامبر ۱۹۲۹، او به عنوان متصدی موزه ملی کار می‌کرد. قانون جامعه مذهبی اسلامی بعداً مفتی‌های تراونیک و بیهاچ را لغو کرد. تا سال ۱۹۳۷ به عنوان متصدی موزه سیتینجه و در فرماندهی عالی جامعه مذهبی اسلامی کار می‌کرد.
از سال ۱۹۳۷ تا ۱۹۴۴ کورکوت دوباره به عنوان متصدی موزه ملی کار کرد. در سال ۱۹۴۰ با سروتا لیوژا، آلبانیایی اهل کوسووسکا میتروویکا ازدواج کرد. کورکوت با او سه فرزند داشت، یک پسر به نام منیب و دو دختر ابیده و لمیجا.
در طول جنگ جهانی دوم، کورکوت توانست هاگادا سارایوو را از یک اشغالگر آلمانی مخفی کند و دختری به نام میرا پاپو را نجات دهد، به همین دلیل است که او در سال ۱۹۹۹ به همراه همسرش به عنوان درستکار در میان ملل شناخته شد.